# Сантьяго-Росалія-де-Кастро
Аеропорт Сантьяго-Росалія-де-Кастро (гал. Aeroporto de Santiago-Rosalía de Castro, ісп. Aeropuerto de Santiago-Rosalía de Castro) (IATA: SCQ, ICAO: LEST) також відомий як Аеропорт Сантьяго-де-Компостела — міжнародний аеропорт, що обслуговує автономне співтовариство та історичний регіон Галісія в Іспанії. Це другий за завантаженістю аеропорт на півночі Іспанії після аеропорту Більбао. З 12 березня 2020 року названий на честь галісійської письменниці та поетеси Росалії де Кастро.
Аеропорт розташований у парафії Лаваколла, за 12 км від міста Сантьяго-де-Компостела та обслужив 2 903 427 пасажирів у 2019 році.

## Історія
Аеропорт був створений групою авіаційних ентузіастів у жовтні 1932 року. У 1935 році почалися будівельні роботи в аеропорту, де через два роки, 27 вересня 1937 року, відбувся перший регулярний рейс із Сантьяго-де-Компостела. Після громадянської війни в Іспанії політичні в'язні (які перебували в концтаборі Лаваколла) були змушені працювати на будівництві аеропорту.
У 1969 році в аеропорту був побудований новий термінал. Він закрився у 2011 році після того, як в аеропорту було побудовано новий термінал. У 1981 році був побудований вантажний термінал, що дало аеропорту можливість обробляти вантажні рейси. Протягом 1990-х років аеропорт здійснював пряме сполучення з Південною Америкою компанією Viasa.
13 жовтня 2011 року в аеропорту відкрився новий пасажирський термінал, який замінив старий термінал.

## Термінал
Наразі в аеропорті є один діючий термінал. Старий термінал аеропорту відкрився в 1969 році та закрився в ніч на 13 жовтня 2011 року, коли роботу було переведено на новий термінал.
Новий термінал фізично доєднується до старого терміналу і має розмір 74 000 м кв. Він має 22 стійки реєстрації, 3 контрольно-пропускні пункти, 4 багажні каруселі та 13 гейтів, з яких 5 мають повітряні мости. Багажний зал розділений на дві зони, одну для шенгенських рейсів і одну для нешенгенських. Він може обслуговувати до 4 мільйонів пасажирів на рік. У майбутньому термінал планується розширити. Це включає додавання ще п’яти повітряних мостів до п’яти поточних, а також ще трьох каруселей багажу та розширеної торгової зони.

## Авіакомпанії та напрямки (станом на травень 2022)
| Авіакомпанія    | Пункт призначення |
| --------------- | --- |
| Aer Lingus      | Сезонний: Дублін |
| easyJet         | Базель-Мюлуз, Женева Seasonal: Лондон-Гатвік |
| Edelweiss Air   | Сезонний: Цюрих |
| Iberia          | Мадрид-Барахас |
| Iberia Express  | Мадрид-Барахас |
| Iberia Regional | Більбао Сезонний: Гран-Канарія, Тенерифе-Північний |
| Lufthansa       | Франкфурт-на-Майні |
| Ryanair         | Аліканте, Барселона — Ель-Прат, Бове-Тільє, Бергамо, Болонья, Бордо, Брюссель-Шарлеруа, Валенсія, Дублін, Единбург, Гран-Канарія, Ла-Пальма, Лансароте, Лондон-Станстед, Мадрид-Барахас, Малага, Марсель, Меммінген, Пальма-де-Мальорка, Севілья, Тенерифе-Південний, Фуертевентура Сезонний: Жирона, Франкфурт-Ган, Ібіса, Менорка |
| Transavia       | Орлі |
| Vueling         | Аліканте (відновлюється 23 червня 2022), Амстердам, Барселона — Ель-Прат, Більбао, Валенсія, Гран-Канарія, Лансароте, Лондон-Гатвік, Малага, Пальма-де-Мальорка, Париж-Шарль де Голь, Севілья, Тенерифе-Північний, Фуертевентура Сезонний: Брюссель, Ібіса, Менорка, Цюрих                                                          |